# 瑞德·崔維斯
瑞德·阿弗雷德·崔維斯（1995年11月25日—）為美國男子籃球運動員，場上主打大前锋位置，現效力於台灣職業籃球大聯盟高雄全家海神。

## 職業生涯
2019年7月22日，崔維斯加盟篮球联邦联赛拜羅伊特。
2020年6月29日，崔維斯加盟B1聯賽島根魔術。
2023年10月17日，崔維斯加盟印第安纳疯蚁。
2024年3月19日，崔維斯加盟B1聯賽Levanga北海道。6月13日，崔維斯加盟B1聯賽澀谷陽光搖滾。
2025年8月4日，崔維斯加盟台灣職業籃球大聯盟高雄全家海神。

## 外部連結
- 瑞德·崔維斯在fiba.basketball（英语）
- 瑞德·崔維斯在NBA官網（英语）
- 瑞德·崔維斯在NBA G聯盟官網（英语）
- 瑞德·崔維斯在德國籃球甲級聯賽官網（德语）
- 瑞德·崔維斯在B.LEAGUE官網（日语）
- 瑞德·崔維斯在Basketball-Reference.com（NBA）（英语）
- 瑞德·崔維斯在Basketball-Reference.com（NBA G聯盟）（英语）
- 瑞德·崔維斯在Sports-Reference.com（NCAA）（英语）
- 瑞德·崔維斯在Eurobasket.com（球員）（英语）
- 瑞德·崔維斯在Proballers（英语）
- 瑞德·崔維斯在RealGM（球員）（英语）